# 急性呼吸窮迫症候群
急性呼吸窮迫症候群 (きゅうせいこきゅうきゅうはくしょうこうぐん、英: acute respiratory distress syndrome, ARDS) とは、臨床的に重症の状態の患者に突然起こる呼吸不全の一種である。特に発症前後の状態を急性肺傷害 (acute lung injury, ALI) と言う。本項では二つをまとめて述べる。
かつては成人呼吸促迫症候群 (adult respiratory distress syndrome) と呼ばれた。これは超未熟児における新生児呼吸窮迫症候群（IRDS）と区別するためであるが、本症は未成年にも見られるため、現在はこの呼称は使われない。

## 病因
敗血症、大量輸血、重症肺炎、胸部外傷、肺塞栓、人工呼吸、純酸素吸入、急性膵炎等で重症の患者に突然起こる。その初期段階における病態生理は様々であるが、最終的に発症に至る経緯及び治療法は同じである。
敗血症
原因としては最も多い。ことにアルコール多飲歴がある場合、死亡率は倍にもなる。グルタチオンの欠乏が酸素による傷害を助長し、また白血球の肺組織への接着も亢進していると考えられている。
外傷
両側の肺挫傷あるいは多臓器不全を来たすような外傷。APACHE IIスコアが16点以上の場合は9点未満に比べて本症発症のリスクが2.5倍、20点以上の場合は3倍になるという疫学調査結果がある。
大量輸血
輸血によるALI (TRALI: transfusion-related acute lung injury) の発症率は、輸血の総量よりもバッグ数に比例する（同じ単位数でも小口のバッグに分かれていると発症率が上がる）。献血者が経産婦であった場合や、輸血製剤の加温・照射後時間が経ってから輸注した場合などには発症率が上昇する。白血球除去処理をしていない場合にはさらに発症の危険が高い。また、ALIを発症後にさらに赤血球を輸注すると重症化しやすい。
心不全による肺水腫に合併することもあるが、本症はより重症であり、明確に鑑別されなければならない。
こうした背景のある患者においては、腫瘍壊死因子やインターロイキン1・6・8が血流中に放出されている。肺は体内を循環する血液が必ず通る臓器であるため、その影響を受けやすい。好中球が誘引され、肺組織において活性酸素やプロテアーゼを放出して肺胞毛細血管上皮や肺胞上皮組織を傷害する。肺に定着した好中球はさらにG-CSFやGM-CSFを放出し、局所の炎症反応を増幅する。こうして血管透過性が増し、間質さらには肺胞内まで血性の滲出液で満たされてしまう。
換気血流不均衡と死腔の増大により、CO2の呼出には通常より多くの換気が必要となる。しかし初期には滲出液で満たされた肺胞が、そして後期には線維化した肺がコンプライアンスの低下（肺の硬化）をもたらし、高い圧での人工呼吸が必要となる。
肺胞の毛細血管は換気が悪いと収縮し、換気の良い部位の血流を増大させる作用がある。しかし本症においては、肺の多くの部位で換気が悪くなるため、それらの部位の毛細血管が収縮し、肺高血圧症をもたらす。

## 疫学
集中治療室に収容中の患者の15%、人工呼吸を受けている患者の20%に起こる。

## 症状・徴候
酸素飽和度と動脈血酸素分圧が急激に低下する。北米・ヨーロッパコンセンサス会議 (NAECC) は、P/F比 =（動脈血酸素分圧 / mmHg）÷（吸入気の酸素分率）が200以下のものをARDS、300以下のものをALIと定めた。この定義でALIの患者の4人に1人が、7日以内にARDSへと発展する。他に数値で表すべき診断基準は未だ定まっていない。
臨床的には、頻呼吸と1回換気量の低下が起きる。胸部X線上は著明な浸潤影を認める。

## 合併症
気道損傷
肺組織の脆弱化と高圧の人工呼吸とで気胸、肺気腫、縦隔気腫、空気塞栓或いは微細な肺組織の損傷が生じる。高い酸素濃度による組織の障害も関係している。
呼吸器感染症
本症では長期にわたる気管挿管と人工呼吸を必要とするため、人工呼吸器関連肺炎を起こしやすい。

## 治療
気管挿管を行い、人工呼吸管理が必要である。大量の気道分泌物によって肺胞虚脱や細気管支の閉塞が起きるため、高い呼気終末陽圧で管理する。集中治療室管理が必要である。
心不全を合併していなければ、肺動脈カテーテルの適応ではないと考えられている。
現在、以下の治療法が研究されている。
- 交感神経β2受容体作動薬：細気管支の拡張、気道分泌物の低下を狙ったもの
- エラスターゼ阻害薬（シベレスタット）
- 一酸化窒素吸入：肺血流を増大させ循環動態を改善しようとするもので、中止時に反動で肺高血圧の悪化と酸素化の低下が見られることがある
- 人工サーファクタント投与：新生児呼吸窮迫症候群における治療と同じく、気道内の滲出液の排除を狙ったもの
- 腹臥位等

## 予後
治療開始の早さが予後を決定する。死亡率は4割程度であるが、背景にある疾患と本症による呼吸不全とが互いに増悪し合ってのものが多い。酸素が持つ細胞傷害作用が肺の線維化を助長するため、数日経っても人工呼吸器の酸素濃度を50%まで下げられなかった患者は予後が悪い。
本症の回復を見た症例では、線維化はある程度は可逆的であり、呼吸器系の後遺症は軽度なものが残る。重度の低酸素症を経験した場合は高次脳機能障害が残ることもある。

### 総説
- Wheeler AP, Bernard GR. "Acute lung injury and the acute respiratory distress syndrome: a clinical review." Lancet. 2007 May 5;369(9572):1553-64. Review. PMID 17482987
- Bernard GR. 'Acute respiratory distress syndrome: a historical perspective'. Am J Respir Crit Care Med. 2005 Oct 1;172(7):798-806. Epub 2005 Jul 14. PMID 16020801